# 벚꽃, 다 같이 먹었어
〈벚꽃, 다 같이 먹었어〉(桜、みんなで食べた 사쿠라, 민나데타베타[*])는 HKT48의 3번째 싱글이다.

## 개요
전작 〈멜론 주스〉로부터 약 6개월 만으로, 2014년 1번째 싱글이다.

## 수록곡

### Type-A
자켓 사진 (표지):오오타 아이카·사시하라 리노·모리야스 마도카·미야와키 사쿠라·무라시게 안나·모토무라 아오이·타시마 메루·토모나가 미오
CD
1. 桜、みんなで食べた / 벚꽃, 다 같이 먹었어
(작사: 아키모토 야스시 / 작곡: Ryosuke "Dr.R" Sakai / 편곡: 노나카 “마사” 유이치)
2. 君はどうして? / 넌 어째서?
(작사: 아키모토 야스시 / 작곡·편곡: 고토 츠구토시)
3. 既読スルー / 읽음 무시 - Team H
(작사: 아키모토 야스시 / 작곡: 이토 히로유키 / 편곡: 사사키 유)
4. 桜、みんなで食べた off vocal ver.
5. 君はどうして? off vocal ver.
6. 既読スルー off vocal ver.

DVD
1. 桜、みんなで食べた Music Video
2. 既読スルー Music Video
3. 특전 영상 〈HKT48 멜론 주스 발매 기념 대 볼링 대회 전편〉

### Type-B
자켓 사진 (표지):코다마 하루카·사시하라 리노·마츠오카 나츠미·아키요시 유카·타시마 메루·토모나가 미오·후치가미 마이
CD
1. 桜、みんなで食べた / 벚꽃, 다 같이 먹었어
2. 君はどうして? / 넌 어째서?
3. 昔の彼氏のお兄ちゃんとつき合うということ / 예전 남자친구의 형과 사귄다는 것 - Team KIV
(작사: 아키모토 야스시 / 작곡·편곡: Mr.BLACKHOLE)
4. 桜、みんなで食べた off vocal ver.
5. 君はどうして? off vocal ver.
6. 昔の彼氏のお兄ちゃんとつき合うということ off vocal ver.

DVD
1. 桜、みんなで食べた Music Video
2. 昔の彼氏のお兄ちゃんとつき合うということ Music Video
3. 특전 영상 〈HKT48 멜론 주스 발매 기념 대 볼링 대회 후편〉

### Type-C
자켓 사진 (표지):아나이 치히로·코다마 하루카·나카니시 치요리·미야와키 사쿠라·타시마 메루·타나카 미쿠·토모나가 미오·야부키 나코
CD
1. 桜、みんなで食べた / 벚꽃, 다 같이 먹었어
2. 君はどうして? / 넌 어째서?
3. 覚えてください / 기억해주세요 - 연구생
(작사: 아키모토 야스시 / 작곡: Kakoo / 편곡: 사사키 유)
4. 桜、みんなで食べた off vocal ver.
5. 君はどうして? off vocal ver.
6. 覚えてください off vocal ver.

DVD
1. 桜、みんなで食べた Music Video
2. 桜、みんなで食べた Making Movie
3. 특전 영상 〈HKT48 3기생&드래프트생 첫 전국 악수회〉

### 극장반
자켓 사진 (표지):코다마 하루카·사시하라 리노·미야와키 사쿠라·타시마 메루·토모나가 미오
CD
1. 桜、みんなで食べた / 벚꽃, 다 같이 먹었어
2. 君はどうして? / 넌 어째서?
3. 君のことが好きやけん / 너가 좋으니까
(작사: 아키모토 야스시 / 작곡: 오다 테츠로 / 편곡: 노나카 “마사” 유이치)
4. 桜、みんなで食べた off vocal ver.
5. 君はどうして? off vocal ver.
6. 君のことが好きやけん off vocal ver.

## 선발 멤버

### 벚꽃, 다 같이 먹었어
(센터:타시마 메루, 토모나가 미오)
- 아키요시 유카, 아나이 치히로, 오오타 아이카, 코다마 하루카, 사시하라 리노, 타시마 메루, 타나카 미쿠, 토모나가 미오, 나카니시 치요리, 후치가미 마이, 마츠오카 나츠미, 미야와키 사쿠라, 무라시게 안나, 모토무라 아오이, 모리야스 마도카, 야부키 나코

### 넌 어째서?
(센터:사시하라 리노)
- 아키요시 유카, 아나이 치히로, 오오타 아이카, 코다마 하루카, '

사사히라 리노', 타시마 메루, 타나카 미쿠, 토모나가 미오, 나카니시 치요리, 후치가미 마이, 마츠오카 나츠미, 미야와키 사쿠라, 무라시게 안나, 모토무라 아오이, 모리야스 마도카, 야부키 나코